# Daniele lo Stilita
Daniele lo Stilita (Samosata, 410 – 490 circa) è stato un santo bizantino, sacerdote, che condusse gran parte della sua vita da stilita.

## Biografia
Sacerdote, salì su di una colonna a Costantinopoli, per vivere in meditazione e preghiera, secondo il costume degli stiliti. 
Ebbe un grande seguito presso il popolo e l'aristocrazia. Anicio Olibrio (in seguito imperatore romano d'Occidente nel 472), durante la sua visita a Costantinopoli, avvenuta prima del 461, volle incontrare Daniele, il quale gli profetizzò la liberazione di Licinia Eudossia, sua suocera, cosa che accadde puntualmente.
Nel 475/476 il patriarca di Costantinopoli, Acacio, entrò in contrasto con l'imperatore Basilisco, sostenitore del Monofisismo e chiese il sostegno di Daniele, il quale scese dalla colonna e venne portato in spalla dal popolo; Basilisco gli si presentò affermando di essere un semplice soldato e promettendogli di annullare l'Henotikon (l'enciclica al centro della discordia), ma Daniele lo rimproverò, minacciandolo della punizione eterna e chiamandolo «secondo Diocleziano». Daniele ed Acacio organizzarono delle processioni e pregarono contro Basilisco. Quando poi Basilisco venne deposto e ucciso da Zenone, il nuovo imperatore si recò da Daniele per ringraziarlo.

## Culto
La Chiesa cattolica lo considera un santo e lo ricorda il giorno 11 dicembre: dal Martirologio Romano: "A Costantinopoli, san Daniele, detto Stilita, sacerdote, che, dopo aver condotto vita monastica e superato molte difficoltà, seguendo l'esempio di vita di san Simeone, alloggiò sull'alto di una colonna per trentatré anni e tre mesi fino alla morte, imperterrito davanti all'impeto del freddo, del caldo o dei venti."